# قوطي أبيض الخطم
قوطي أبيض الخطم (الاسم العلمي: Nasua narica) (بالإنجليزية: White-nosed Coati)‏ هو نوع من الحيوانات يتبع جنس القوطي من الفصيلة الراكونية.